# سليمان دياباتيه
سليمان دياباتيه (بالفرنسية: Souleymane Diabate)‏ هو لاعب كرة قدم مالي في مركز الهجوم، ولد في 23 مارس 1991 في مالي. لعب مع نادي جومو كوزموز.

## وصلات خارجية
- سليمان دياباتيه على موقع قاعدة بيانات كرة القدم.إي يو (الإنجليزية)
- سليمان دياباتيه على موقع Soccerway.com (الإنجليزية)
- سليمان دياباتيه على موقع عالم كرة القدم.نت (الإنجليزية)